# Ahmed Elmohamady
Ahmed Eissa Elmohamady Abdel Fattah (Arabisch: أحمد عيسى المحمدى عبد الفتاح) (Basyoun, 9 september 1987) is een Egyptisch voetballer die bij voorkeur als vleugelspeler speelt. Hij verruilde Hull City in juli 2017 voor Aston Villa. Elmohamady maakte in 2007 zijn debuut in het Egyptisch voetbalelftal.

## Clubcarrière
Elmohamady speelde in Egypte voor Ghazl Mahalla en ENPPI Club. In augustus 2009 begon hij een proefperiode bij het Engelse Sunderland, dat hem in eerste instantie niet wist te contracteren. Zijn debuut maakte Elmohamady op 14 augustus 2010 in de eerste speelronde van de Premier League tegen Birmingham City FC. Na negentig minuten speeltijd werd hij vervangen door Martin Waghorn, die in zijn plaats de blessuretijd volmaakte. Op 30 augustus 2012 werd hij voor een volledig seizoen uitgeleend aan Hull City, waar hij onder dezelfde trainer ging spelen die hem coachte bij Sunderland. Elmohamaday zette in juni 2013 zijn handtekening onder een permanente verbintenis bij Hull City, dat datzelfde jaar promotie naar de hoogste Engelse competitie afdwong. In het seizoen 2013/14 speelde hij bij Hull City 38 competitiewedstrijden (twee doelpunten) en zeven bekerduels. Hij stond met Hull City AFC in de finale van de strijd om de FA Cup 2014, die de ploeg van trainer-coach Steve Bruce met 3-2 verloor van Arsenal. Op 31 juli 2014 speelde Elmohamady zijn eerste internationale clubwedstrijd in de voorronde van de UEFA Europa League 2014/15 tegen het Slowaakse AS Trenčín.

## Interlandcarrière
Elmohamady maakte zijn debuut in het Egyptisch voetbalelftal op 22 augustus 2007 in een vriendschappelijke interland tegen Ivoorkust in Parijs. Hij speelde de volledige wedstrijd, die eindigde in een 0-0 gelijkspel. In 2007 kwam hij uiteindelijk tot vier optredens in het nationaal elftal, waaronder twee in het kwalificatietoernooi voor het Afrikaans kampioenschap voetbal 2008. Egypte dwong kwalificatie af en de bondscoach nam Elmohamady in januari 2008 op in de selectie voor het toernooi. Op 22 en 26 januari 2008 speelde hij zijn eerste wedstrijden op een hoofdtoernooi in de groepsfase tegen Kameroen (4-2 winst) en Soedan (3-0 winst). Hij speelde uiteindelijk alleen in deze wedstrijden en zat de overige zes duels op de bank. Egypte won het toernooi. Elmohamady speelde zijn eerste interlands onder directe auspiciën van de wereldvoetbalbond FIFA in juni 2008 in de kwalificatie voor het wereldkampioenschap voetbal 2010. Met Egypte nam hij ook deel aan de FIFA Confederations Cup 2009. In de wedstrijd tegen het Braziliaans voetbalelftal werd hij in de 89ste minuut met een rode kaart van het veld gestuurd door scheidsrechter Howard Webb. Op 20 januari 2010 maakte hij zijn eerste interlanddoelpunt tegen Benin. Hij opende in de achtste minuut de score in het duel op het gewonnen Afrikaans kampioenschap (eindstand 2-0). Elmohamady werd in juni 2018 door bondscoach Héctor Cúper opgenomen in de selectie van Egypte voor het wereldkampioenschap in Rusland. Zijn toenmalige teamgenoten Mile Jedinak (Australië) en Birkir Bjarnason (IJsland) waren eveneens actief op het toernooi.

## Erelijst
Egypte
- Afrikaans kampioenschap voetbal

2008, 2010